# Filage textile
Pour les articles homonymes, voir Filage.

Spinning jenny

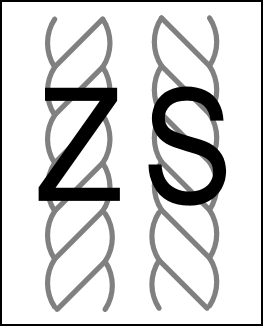
Torsion en Z et en S

Le filage est le fait de produire des fils textiles à partir de divers matériaux bruts. Cette opération peut se faire à la main, à l'aide d'un fuseau ou d'un rouet. Avec la Révolution industrielle, le filage s'est réalisé dans des usines : les filatures. L'importance du filage dans les sociétés fondées sur l'artisanat, de l'Antiquité jusqu'à nos jours, fait que cette activité apparaît régulièrement dans les croyances religieuses, les mythes, contes et légendes, ainsi que les œuvres d'art de nombreuses cultures.

## Principe
Les fibres naturelles brutes sont courtes et ont peu de résistance ou solidité. On les tord ensemble afin d'obtenir un fil continu plus résistant. Le résultat varie selon le matériau utilisé, sa préparation (fibre cardée ou peignée), le degré de torsion du fil.

### Sens de torsion et nombre de brins
Il existe deux types de torsion, qui dépendent de la direction dans laquelle on va filer les fibres : torsion en Z et en S (voir illustration).
On peut assembler deux ou plusieurs fils ensemble, c'est le retors. On obtient alors un fil plus épais, régulier et solide.
Généralement, on file un brin unique en Z, et on retord plusieurs brins en S.

### Travail de la fibre avant filage
Avant de pouvoir être filée, une fibre naturelle doit être cardée ou peignée, en fonction du matériau et du résultat souhaité. 

#### Cardage
Le cardage consiste à démêler et aérer les fibres. Le fil obtenu est souple, doux, léger et gonflant mais relativement fragile.

#### Peignage
Le peignage consiste à paralléliser les fibres et à ne conserver que les plus longues, tout en retirant l'air contenu entre les fibres. Le fil obtenu est lisse et brillant, solide mais moins doux.

## Le filage à la main
Il s'effectue avec un fuseau ou un rouet. Les fibres peuvent être filées sans avoir été lavées ni cardées, c'est le filage en suint. Mais on peut choisir de laver la laine avant filage. Il est nécessaire de dessuinter la laine à l'aide d'un tensioactif ou de cristaux de soude.

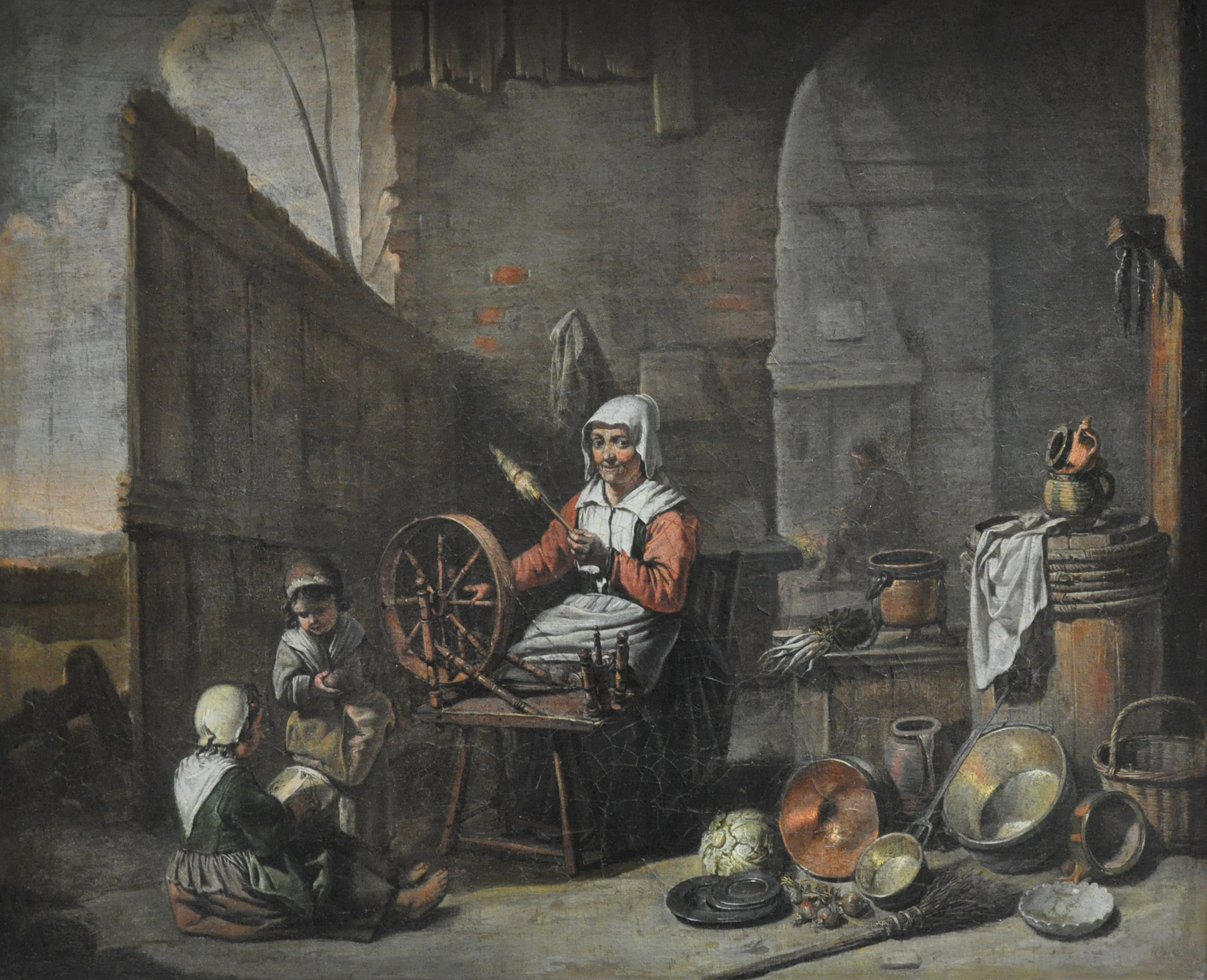
La Fileuse, milieu XVIIe, Maître des béguins, musée des Beaux-Arts de Rouen.
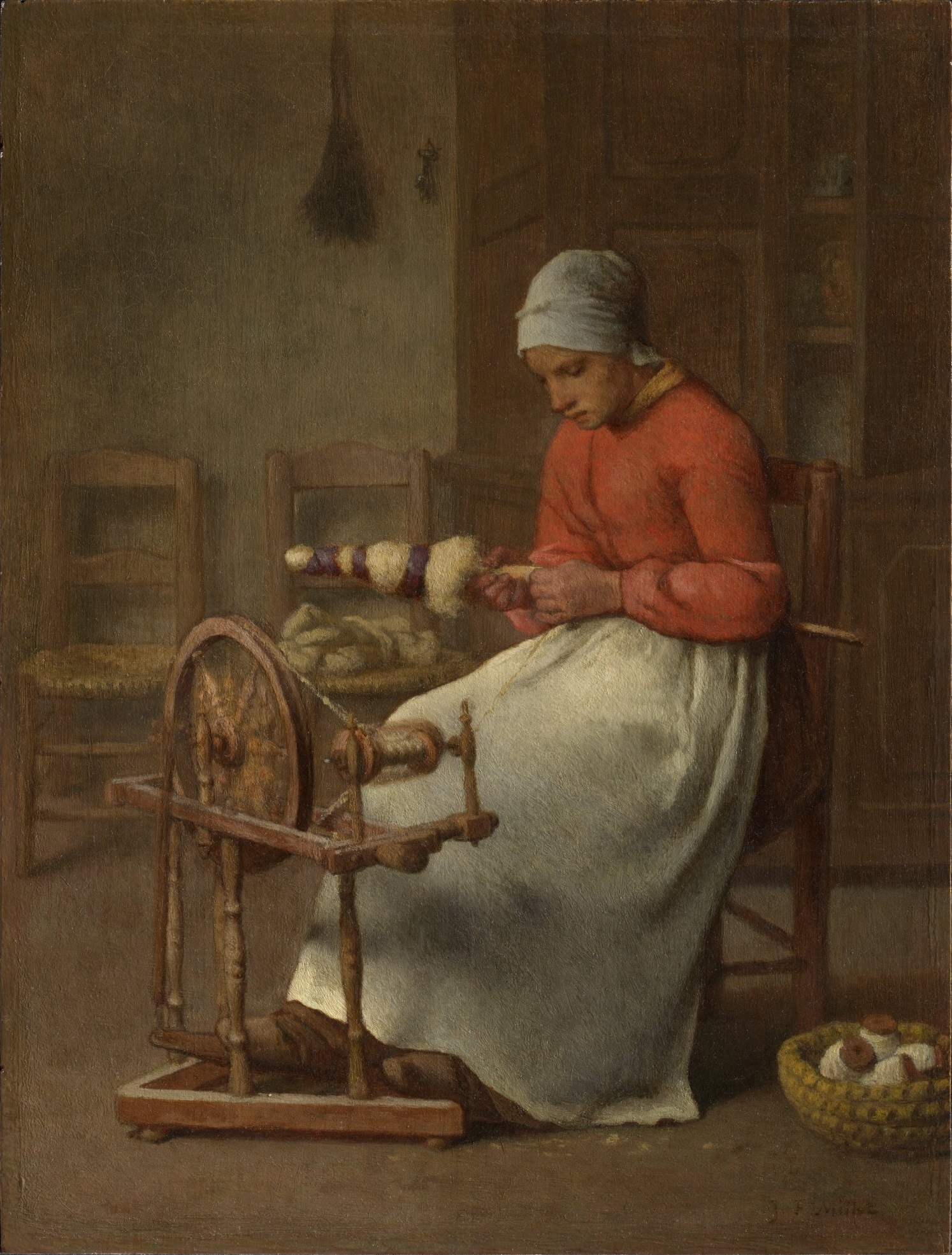
Femme filant, 1855-1860, Jean-François Millet, Clark Art Institute, Williamstown.
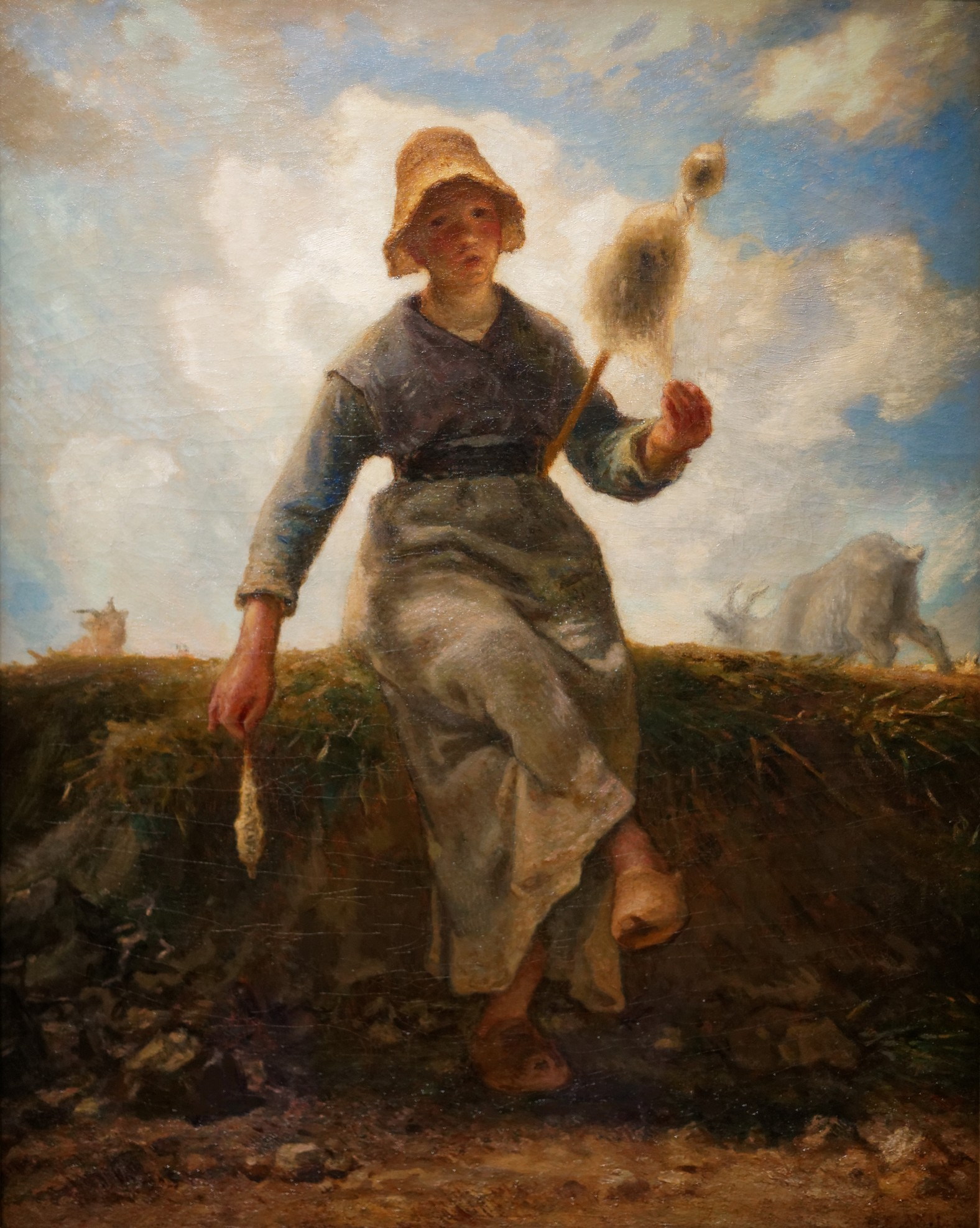
La Fileuse, chevrière auvergnate, 1868-1869, Jean-François Millet, Musée d'Orsay, Paris.
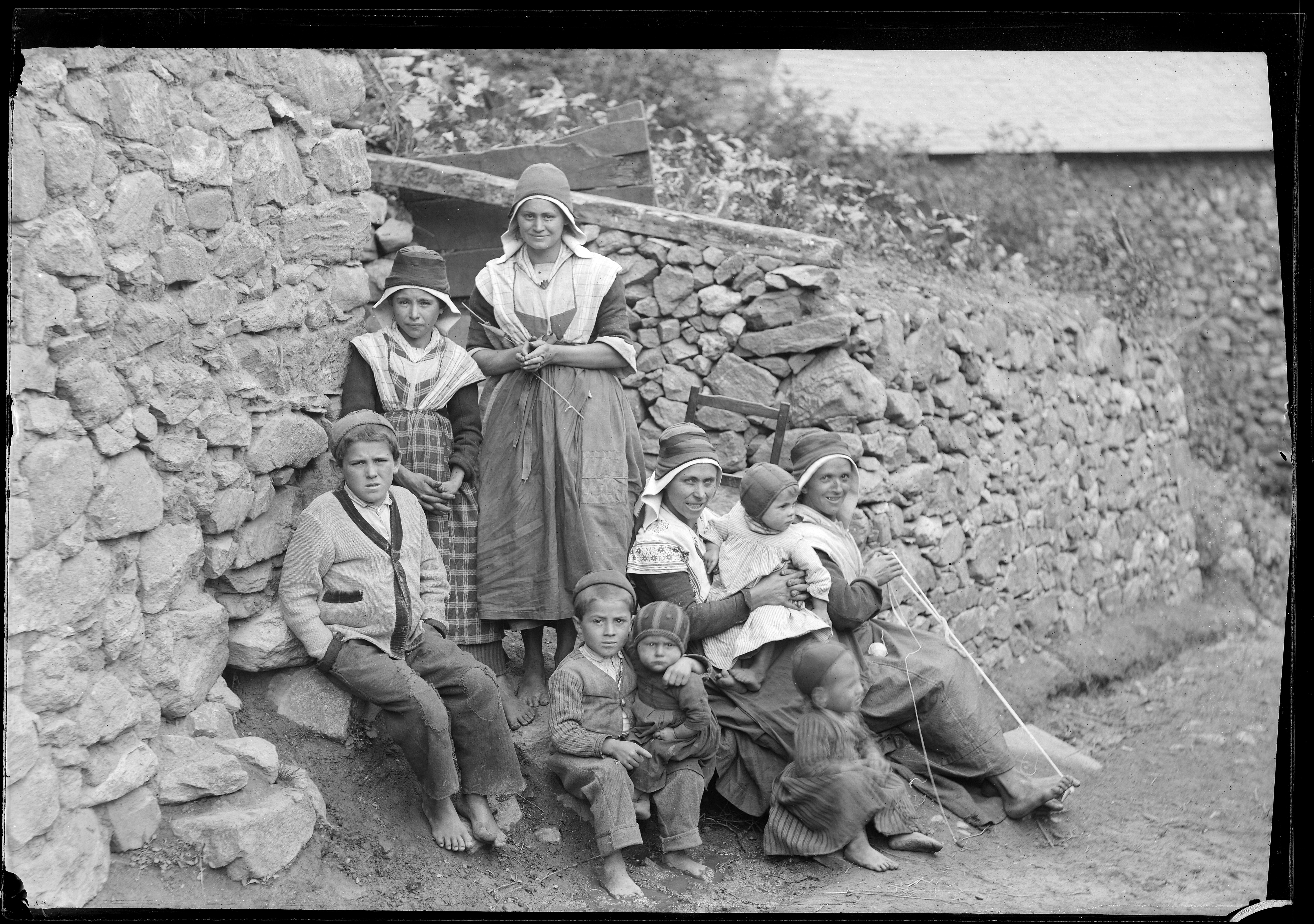
Fileuse au pied, Ariège : vallée de Bethmale, Eugène Trutat.

Le cardage s'effectue avec une paire de cardes à main, ou une cardeuse à rouleau, et l'on obtient un rouleau avec les cardes à main, ou une nappe avec la cardeuse. On carde généralement les fibres courtes (mérinos, coton). Le peignage s'effectue avec une paire de peignes et l'on obtient un ruban-fil. On peigne généralement les fibres longues (alpaga, mohair). C'est lors du cardage ou du peignage que l'on peut faire des mélanges de matières et de couleurs. Il peut être intéressant par exemple, de mélanger du mohair avec de la laine afin de conserver l'élasticité de la laine et la brillance du mohair.
Ensuite arrive l'étape du filage. La manière de filer les fibres dépend du type de fibre et de sa préparation, mais il existe principalement deux manières de filer :
1. type « laine à carde » : avec de la laine cardée ; on ne pince pas les fibres au moment du filage, et on met peu de torsions. On obtient un fil souple et gonflant.
2. type « laine à peigne » : on pince le fil en cours de filage pour chasser l'air, et on met davantage de torsion. On obtient un fil fin et lisse.

Une fois que l'on a filé une quantité suffisante de fibres, on peut passer au retors. Le retors consiste à assembler plusieurs brins entre eux afin d'obtenir un brin de laine plus épais, régulier et doux. Puis on met le fil obtenu en écheveau, à l'aide d'un mandrin ou d'un écheveaudoir, ce qui rend le fil plus facile à laver et à teindre éventuellement.
La teinture se fait toujours sur des fibres propres, mais elle peut avoir lieu à tout moment : sur les mèches brutes, sur les nappes cardées, les rubans, ou enfin sur le fil terminé. Une manière peu nocive et amusante pour teindre les fibres animales est d'employer des colorants alimentaires et du vinaigre.

## Différentes fibres
Tout ce qui ressemble de près ou de loin à des poils peut se filer :
- fibres végétales : lin, coton, chanvre, ramie, bambou, ortie, soja ;
- fibres animales : laine, mohair (chèvre), angora (lapin), alpaga, lama, chameau, yak, cachemire (chèvre), soie, chat, chien, qiviut (bœuf musqué), bison, opossum, cashmerino (chèvre) ;
- fibres transformées : viscose, protéines de lait, tencel, glitz, ingeo (maïs), nylon

Mais aussi les cheveux, papier découpé en lanière, raphia…

## Représentations dans les arts et la fiction

### Dans les mythologies
Dans la mythologie grecque et la mythologie romaine, trois divinités du destin ont l'apparence de femmes occupées à travailler la laine : la première la file, la deuxième la tisse et la troisième coupe le fil. Chez les Grecs, ce sont les Moires, tandis que chez les Romains ce sont les Parques.

### Dans les contes et les légendes
Dans le conte La Belle au bois dormant, la jeune fille se pique le doigt à un fuseau pendant qu'elle file la laine et s'endort pour cent ans jusqu'à ce qu'un prince vienne la réveiller.
Dans le conte des frères Grimm Nain Tracassin, un paysan prétend que sa fille est capable de changer la paille en or en la filant comme de la laine. Le roi oblige la jeune fille à réaliser cette transformation pendant toute une nuit ; elle se croit perdue jusqu'à ce qu'un nain lui propose de filer la paille à sa place.
Au XIXe siècle, en France, les croyances paysannes mettent en scène de nombreuses figures de femmes surnaturelles qui apparaîtraient en pleine campagne, la nuit, occupées à des travaux textiles ou à d'autres occupations domestiques. Parmi elles figurent la Fileuse de nuit. La légende est mentionnée entre autres par l'écrivaine française George Sand dans son recueil Légendes rustiques paru en 1858.

### En peinture
Dans le courant du XVIIe siècle, un peintre anonyme connu sous le nom de Maître aux béguins réalise le tableau La Fileuse. Il est exposé au Musée des beaux-arts de Rouen, en France.
Gérard Dou peint en 1645 La Prière de la fileuse montrant une vieille femme priant au milieu de ses ustensiles de travail de la laine. Le tableau est exposé à l'Alte Pinakothek de Munich, en Allemagne.